# B. Gheorghe Georgescu
B. Gheorghe Georgescu, romunski general, * 26. januar 1887, Craiova, † 1. oktober 1954, Craiova.